# Horvát Légierő
A Horvát Légierő (horvátul Hrvatsko ratno zrakoplovstvo) Horvátország haderejének része.

## Története

### Első lépések Jugoszlávia felbomlása után
Az egykori Jugoszlávia széthullása után 1992-ben kezdett el formálódni, szerveződni az önálló Horvát Légierő. A horvátok nehéz helyzetben voltak, mivel a harci repülőgépek a szerb hadsereg ellenőrzése alatt maradtak. Gond volt a katonai légi bázisokkal is, hiszen – bár azokat elhagyták – a szerbek minden felszerelést elvittek, vagy megsemmisítettek. Kezdetben harci gépek hiányában a horvátok An–2-es és egyéb könnyű légcsavaros géppel hajtottak végre sikeres bombatámadásokat a szerb állások ellen. Ezzel párhuzamosan megkezdődött a pulai, spliti és plesói repülőterek rendbe hozása (1991 novemberétől horvát tulajdonúak), majd megkezdték egy átfogó rádiólokációs, légvédelmi rendszer kiépítését is. Ezt követően a horvátok megkeresték a Jugoszláv Néphadseregben szolgálatot teljesítő horvát repülőhajózókat, akiket a hazatérésre kértek fel. 1991 októberében az egyik pilóta MiG-21R gépével Ausztriába, 3 társa pedig MiG–21MF gépeikkel Splitbe és Plesóba szökött. Ebből a 4 gépből alakult meg a Horvát Légierő (egyes források szerint csak három gép dezertált Jugoszláviából). Ennek a kezdeti „légierőnek” 50%-át a szerbek még a földön megsemmisítették. 1993-tól a légierejüket, nagymértékben fejleszteni kezdték és később, 1994-ben újabb 25 db MiG–21-est és Mi–24-es harci helikoptereket is beszereztek Ukrajnától. Ezek a használt nagyjavított gépek Lengyelországon keresztül Magyarországon át kerültek az országba és később be is vetették őket a szerbek ellen a „Vihar” hadműveletben.

### A grúz Szu–25-ösök rendelése majd eltűnése
Horvátország 1993-ban megkezdte egy századnyi Szu–25-ös csatarepülőgép beszerzését Grúziától, amelyek ha megérkeznek döntően befolyásolhatták volna az akkori szerbek elleni harcokat. A gépeket Grúziában, Tbilisziben gyártották le. Különféle források szólnak róla, hogy mi lett a megrendelt gépekkel. Az egyik forrás szerint a gépek nem érkeztek meg Horvátországba a Grúziában dúló polgárháborús viszonyok miatt, és a gépek azóta is ott állnak, konténerekbe csomagolva. Más források szerint a gépek megérkeztek Horvátországba, ám a grúz események miatt az összeszerelést végző grúz szakemberek, berepülő pilóták már nem tudtak kiutazni, így a Horvát Légierő nem tudta a konténerben álló új gépeit érdemben használni.

### Az első típusváltások
A horvát tervek között szerepelt 1996-ban két harci repülő ezred felállítása, mely korszerű többfeladatú repülőgépekkel rendelkezne, valamint egy szállítórepülő ezredet is létre kívántak hozni. Az elsődleges lehetséges típus itt is az amerikai F–16-os volt, de ennek beszerzését embargó sújtotta. Más megoldás nem lévén szóba jött a orosz MiG–29-es is.

### A jövő
A Horvát Légierő a 2000-es évek második felében meghívásos pályázatot írt ki egy egyszázadnyi többcélú vadászrepülőgép beszerzésére a MiG–21-esek kiváltására. A pályázati kiírást megvette minden, a piacon meghatározónak számító repülőgépgyártó, így pályázott az európai típusok egy része (JAS 39 Gripen, MiG–35), az amerikai F–16 Fighting Falcon és F/A–18 Hornet típusok is. Célként a 2011-es szolgálatba állást jelölték meg.
2021. május 28-án, pénteken Andrej Plenković horvát miniszterelnök bejelentette, hogy megszületett a döntés a gépek beszerzéséről, 12 darab Dassault Rafale beszerzése mellett döntöttek, amelyek első darabjai 2024. április 25-én meg is érkezetek Horvátországba. Ezzel párhuzamosan helikoptereit is fejlesztette, 8 darab UH-60 Black Hawk beszerzésével 2024. július 12-én, amivel megtriplázta a 2022 februári Black Hawk beszerzéseit, amikor is 4 darabot vásárolt. 

## Szervezete
A Horvát Légierő létszáma körülbelül 2000 fő

## Fegyverzete

A Horvát Légierő felépítése (szervezeti ábra angol nyelven)

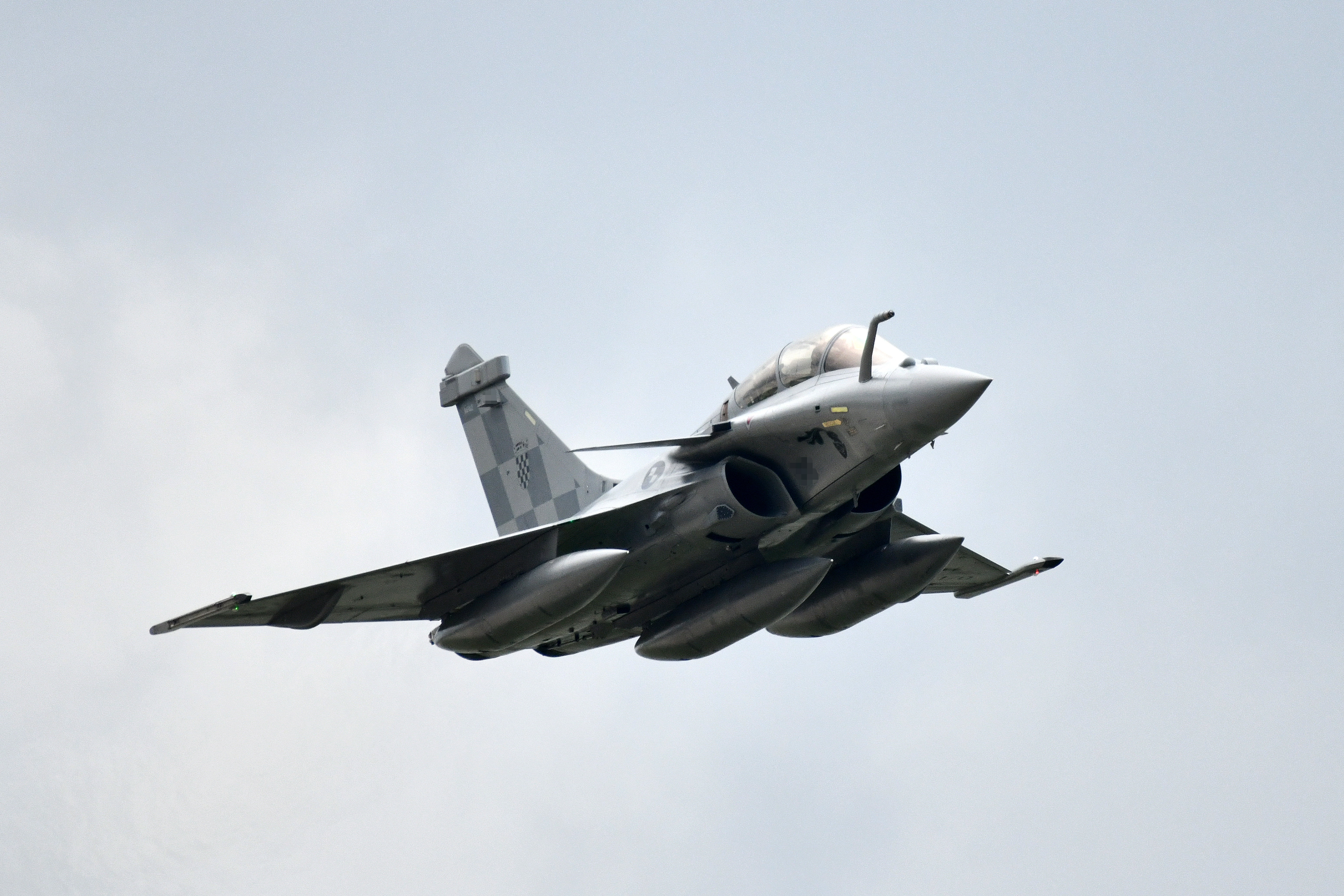
A Horvát Légierő Dassault Rafale vadászrepülőgépe

### Aktív eszközök
| Típusnév                        | Származási ország         | Funkció                        | Típusváltozat     | Darabszám         | Megjegyzés                       |
| Harci repülőgépek               | Harci repülőgépek         | Harci repülőgépek              | Harci repülőgépek | Harci repülőgépek | Harci repülőgépek                |
| ------------------------------- | ------------------------- | ------------------------------ | ----------------- | ----------------- | -------------------------------- |
| Dassault Rafale                 | Franciaország             | többfunkciós vadászrepülőgép   | C/B F3-R          | 9                 | további 3 rendelés alatt         |
| Helikopterek                    |                           |                                |                   |                   |                                  |
| Bell OH–58                      | Amerikai Egyesült Államok | felfegyverzett futárhelikopter | OH–58D(R)         | 15                |                                  |
| Sikorsky UH-60                  | Amerikai Egyesült Államok | többcélú helikopter            | UH–60M            | 4                 | további 8 rendelés alatt         |
| Mi–7                            | Oroszország               | Szállító helikopter            | Mi–171S           | 10                |                                  |
| Kiképző és gyakorló repülőgépek |                           |                                |                   |                   |                                  |
| Bell 206                        | Amerikai Egyesült Államok | gyakorló helokopter            | 206B–3            | 8                 |                                  |
| Zlín Z–42                       | Csehország                | gyakorló repülőgép             | Z–242L            | 4                 |                                  |
| Pilatus PC-9                    | Switzerland               | Trainer                        | PC–9M             | 14                |                                  |
| Tűzoltó repülőgépek             |                           |                                |                   |                   |                                  |
| Air Tractor AT–802              | Amerikai Egyesült Államok | tűzoltó repülőgép              | AT–802A/F         | 6                 |                                  |
| Canadair CL–415                 | Kanada                    | megfigyelő repülőgép           | CL–415            | 6                 | további 2 DHC–515 rendelés alatt |

### Kivont eszközök
A hadrendből kivont, illetve alkatrészként felhasznált gépek többsége Velika Goricában.
- Vadászrepülőgépek: MiG–21bisz, G–2 Galeb
- Szállító repülőgépek: An–2, An–32
- Helikopterek: Mi–8, Mi–24V, MD–500D
- Kiképző repülőgépek: UTVA–75